# Roman Ljašenko
Roman Jurjevič Ljašenko (2. květen 1979, Murmansk, Rusko – 5. červenec 2003, Istanbul, Turecko) byl ruský hokejový útočník.
Svou kariéru načal už v NHL v týmu Dallas Stars v roce 1999. Hned první sezonu se s týmem probojoval do finále Stanley Cupu, kde Stars nakonec podlehli New Jersey Devils. V roce 2002 byl společně s Martinem Ručinským vyměněn za M.Malhotru a B.Heistena do New York Rangers, kde strávil zbytek sezony. Následující rok za Rangers odehrál jen dva zápasy, zbytek odehrál na farmě v týmu Hartford Wolf Pack.
7. července 2003 trávil s příbuznými dovolenou v Turecku. Ten den byl nalezen mrtev na svém hotelovém pokoji, hovořilo se o sebevraždě.
Pochován je na Leontějevském hřbitově v Jaroslavli v Rusku.